# Paul Kickstat
Paul Kickstat (* 13. Januar 1893 in Bochum; † 5. November 1959 in Hamburg) war ein deutscher Organist und Musikpädagoge.

## Leben
Paul Kickstat studierte zunächst Naturwissenschaft in Freiburg im Breisgau und Kiel und war zur selben Zeit Orgelschüler von Gustav Knak (1882–1967). Von 1920 bis 1921 betätigte sich Kickstat als Theorielehrer am Bernutschen Konservatorium in Hamburg. 1924 bis 1944 war er Kantor und Organist der Christianskirche („Klopstockkirche“) in Hamburg-Ottensen. Daneben war er stets musikpädagogisch tätig, insbesondere in der Kirchenmusik. Als nebenamtlicher Dozent an der Pädagogischen Akademie in Hamburg-Altona unterrichtete Kickstat von 1930 bis 1931, ebenso als Lehrer an der Kirchenmusikschule Gustav Knak in Hamburg. Im Anschluss wurde er Dozent für Theorie an der Landesmusikschule Schleswig-Holstein in Lübeck. Von 1945 bis 1951 betätigte er sich als Lehrer an der Kirchenmusikschule in Hamburg. Er unterrichtete unter anderem Hans Friedrich Micheelsen und Detlef Kraus privat.

## Werke (Auswahl)
- Wo der Herr nicht das Haus baut. Hochzeitskantate. Für Sopran, Alt (auch chorisch), Violine, Orgel (Klavier)
- Choralvorspiele für die Orgel. 7 Hefte. Möseler Verlag.